# Ньяла (місто)
Ньяла (араб. نيالا) — місто в Судані, адміністративний центр штату Південний Дарфур.

## Географія
Місто розташоване приблизно за 900 км на північний захід від Хартума, на висоті 686 метрів над рівнем моря .

## Клімат
Місто знаходиться у зоні, котра характеризується кліматом тропічних пустель. Найтепліший місяць — травень із середньою температурою 30.6 °C (87 °F). Найхолодніший місяць — січень, із середньою температурою 22.8 °С (73 °F).
| Клімат Ньяли            | Клімат Ньяли | Клімат Ньяли | Клімат Ньяли | Клімат Ньяли | Клімат Ньяли | Клімат Ньяли | Клімат Ньяли | Клімат Ньяли | Клімат Ньяли | Клімат Ньяли | Клімат Ньяли | Клімат Ньяли | Клімат Ньяли |
| Показник                | Січ.         | Лют.         | Бер.         | Квіт.        | Трав.        | Черв.        | Лип.         | Серп.        | Вер.         | Жовт.        | Лист.        | Груд.        | Рік          |
| Середній максимум, °C   | 31           | 33           | 36           | 38           | 38           | 36           | 32           | 31           | 33           | 35           | 33           | 31           | 33           |
| Середня температура, °C | 23           | 25           | 28           | 30           | 31           | 29           | 27           | 26           | 27           | 28           | 26           | 23           | 26           |
| Середній мінімум, °C    | 15           | 17           | 20           | 22           | 23           | 23           | 22           | 21           | 21           | 21           | 19           | 16           | 20           |
| Норма опадів, мм        | 0            | 0            | 1            | 3            | 23           | 50           | 124          | 146          | 77           | 16           | 0            | 0            | 440          |
| ----------------------- | ------------ | ------------ | ------------ | ------------ | ------------ | ------------ | ------------ | ------------ | ------------ | ------------ | ------------ | ------------ | ------------ |
| Джерело: Weatherbase    |              |              |              |              |              |              |              |              |              |              |              |              |              |

## Економіка і транспорт
У місті виробляють текстиль, харчові продукти, вироби з шкіри. У Ньялі є автомобільний і залізничний вокзал, внутрішній аеропорт. Місто є центром торгівлі гумміарабіком, тут розташовані філії Сільськогосподарського Банку Судану і Народного Кооперативного Банку (який кредитує різні кооперативи фермерів, ремісників, рибалок та інших). Місто стало притулком для біженців після спалаху насильства в Дарфурі в 2003 році . У Ньялі розташований університет .

## Населення
За оціночними даними на 2013 рік населення міста становить 479 366 чоловік.
 Динаміка чисельності населення міста по роках: 
| 1973  | 1983   | 1993   | 2007   | 2012   | 2013   |
| ----- | ------ | ------ | ------ | ------ | ------ |
| 59853 | 111623 | 227183 | 565734 | 468955 | 479366 |

## Галерея

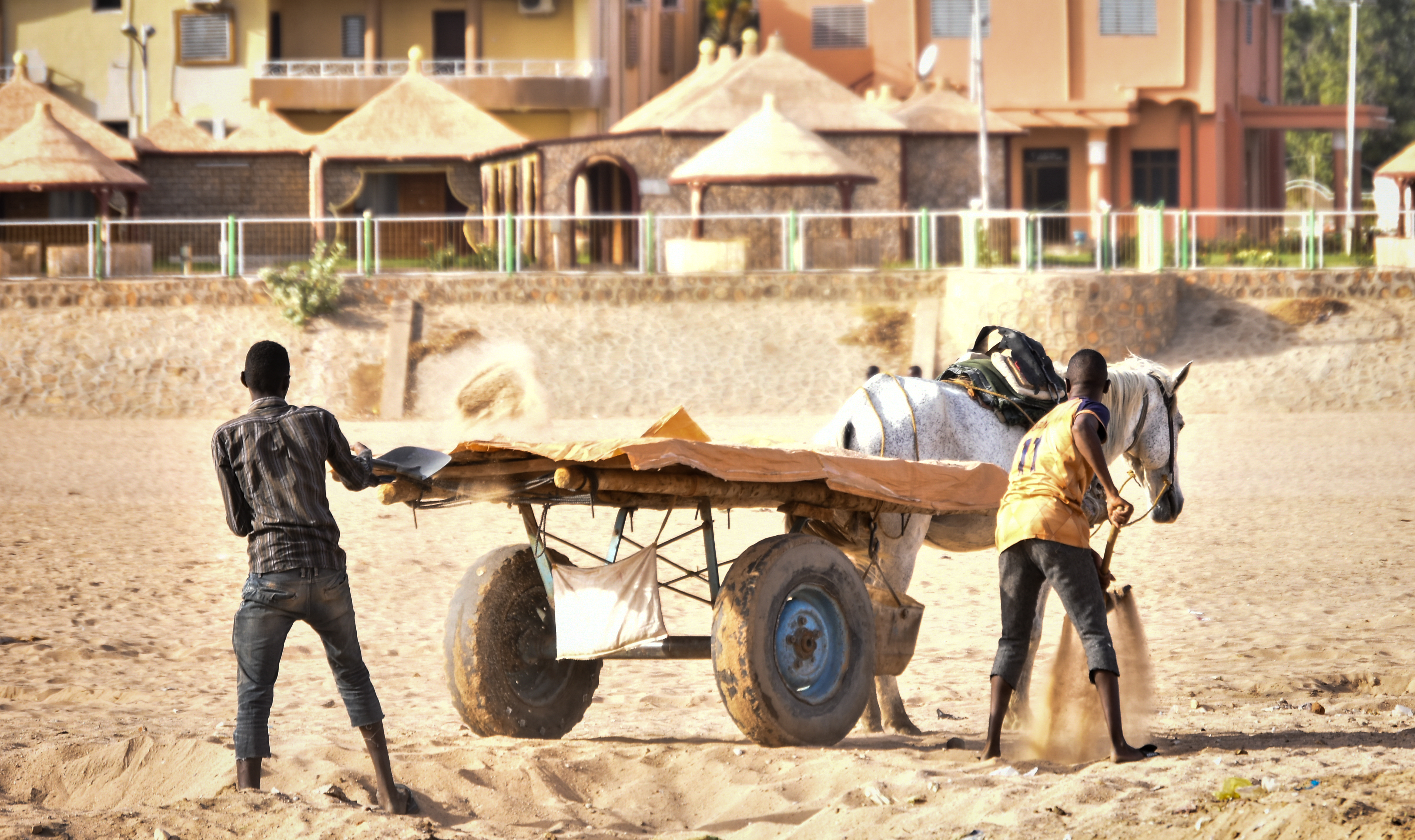
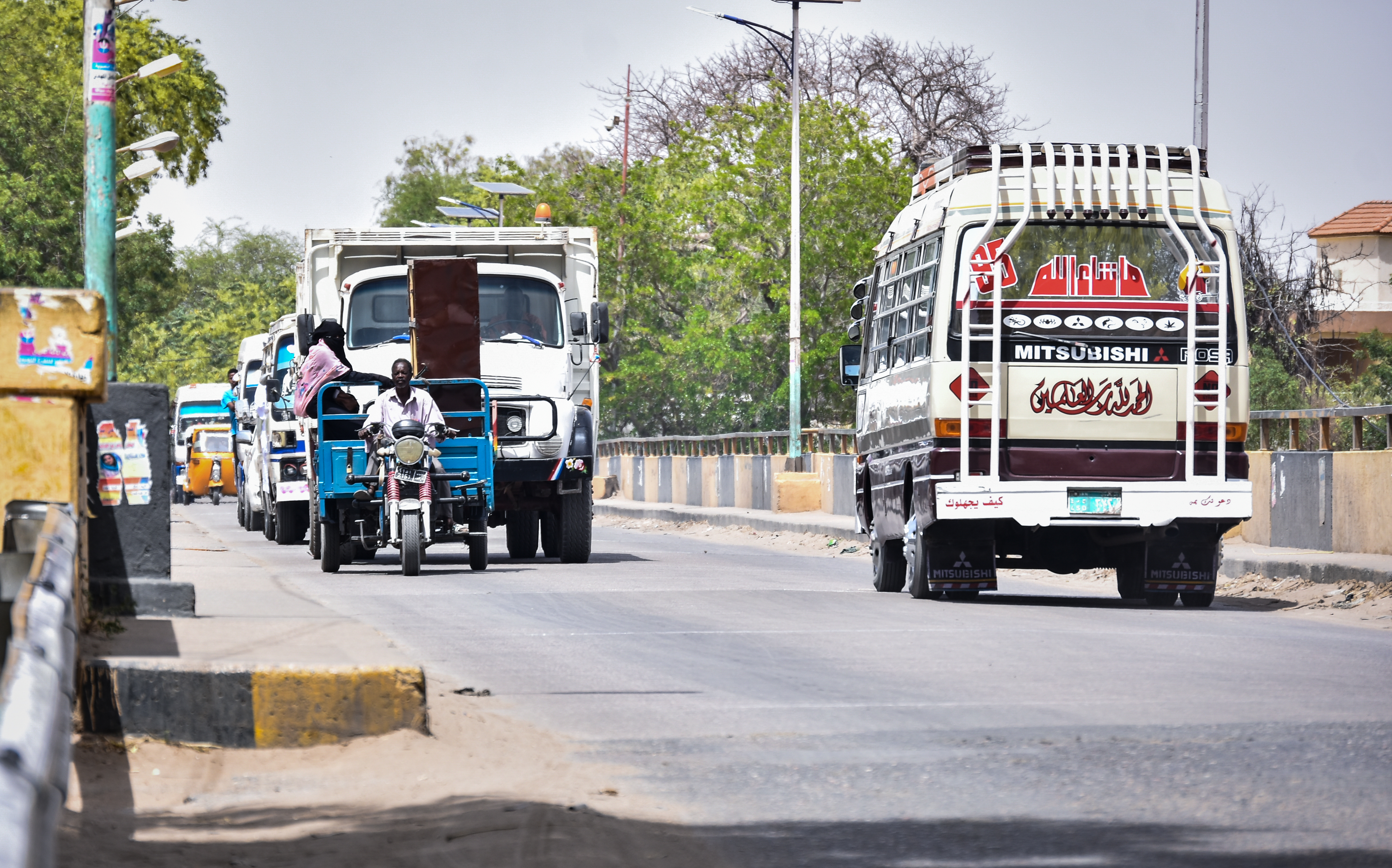
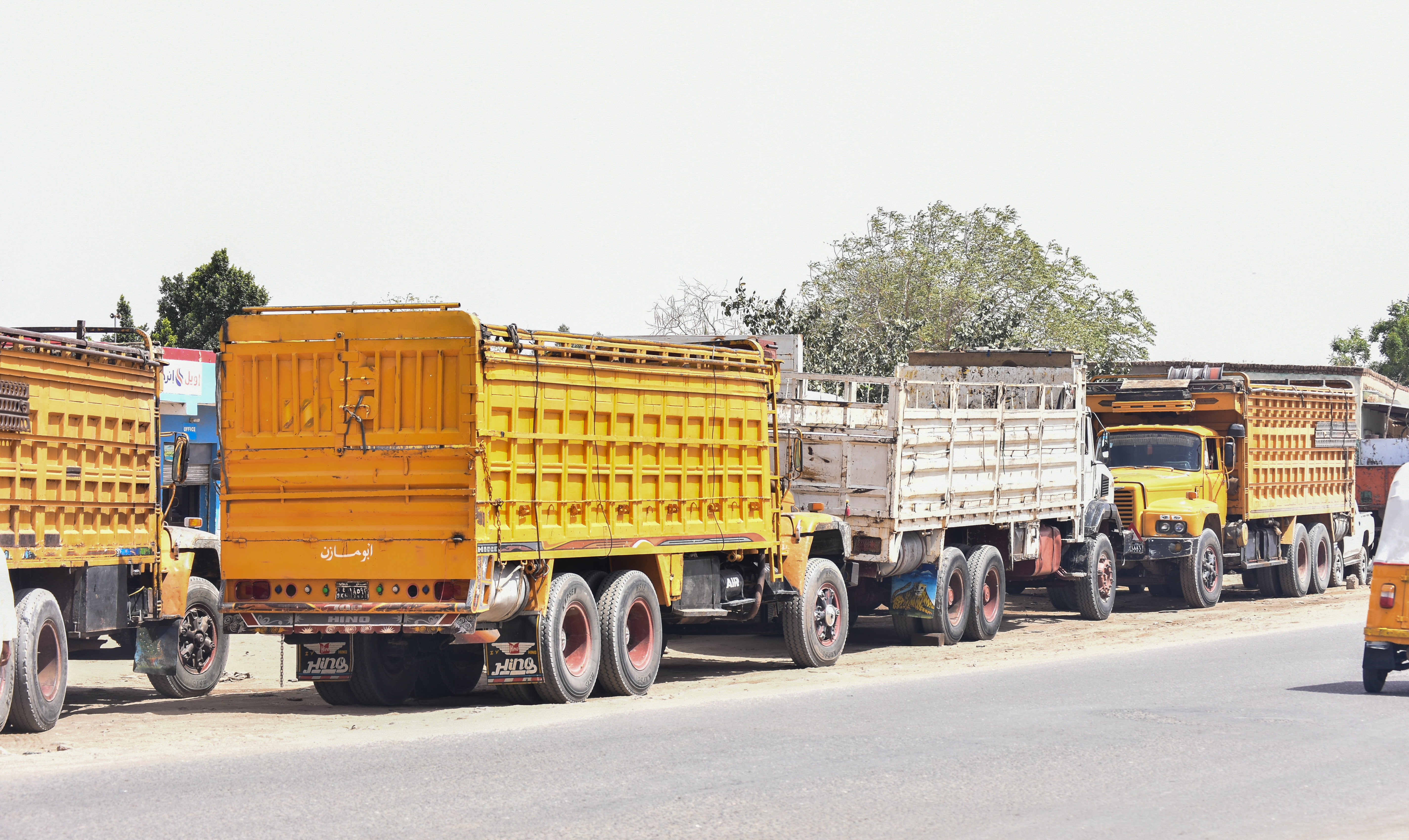
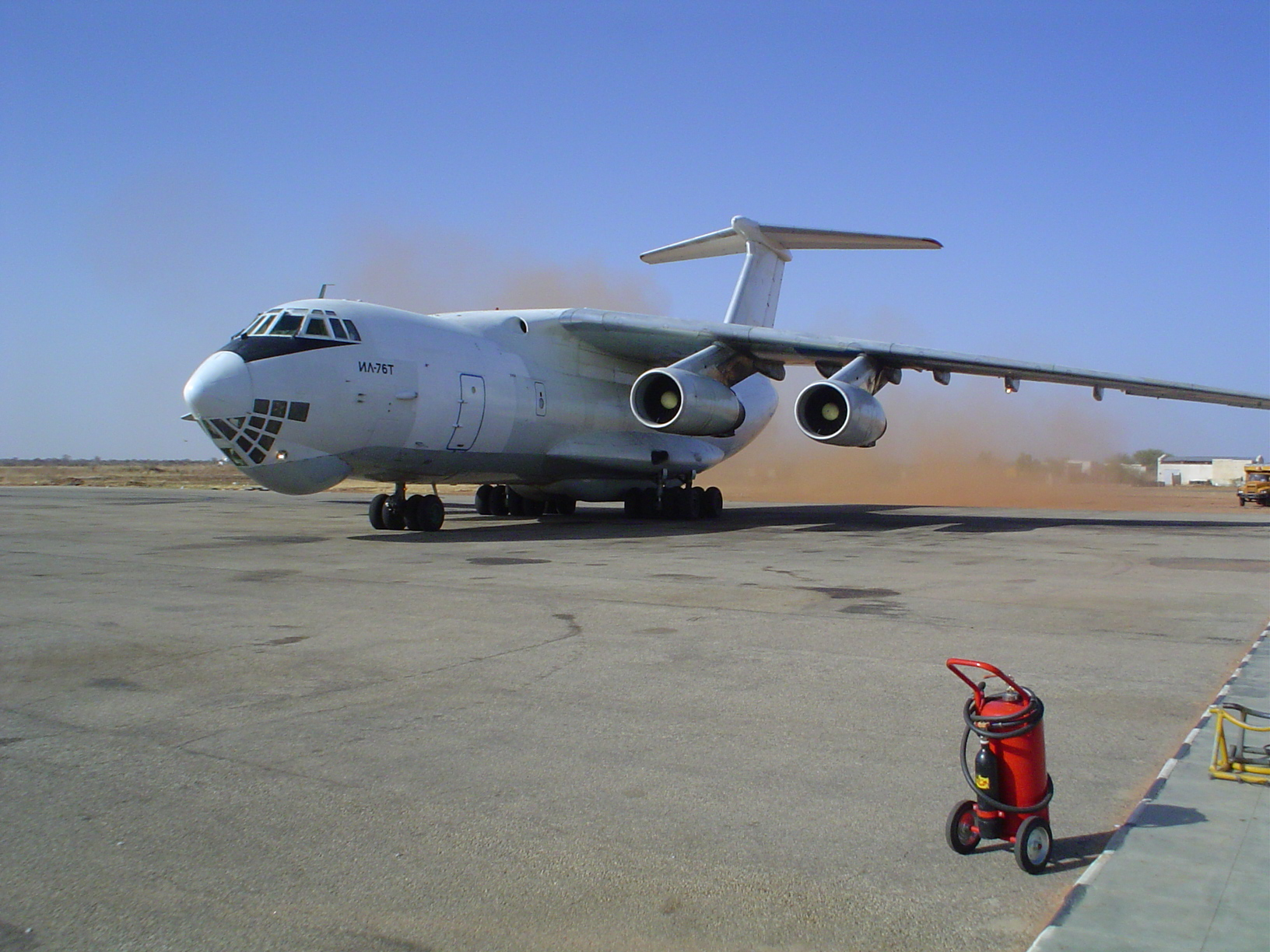
Аеропорт Ньяли